# Warm Springs (filme)
Warm Springs é um filme de drama biográfico de 2005 dirigido por Joseph Sargent, escrito por Margaret Nagle e estrelado por Kenneth Branagh, Cynthia Nixon, Kathy Bates, Tim Blake Nelson, Jane Alexander e David Paymer.

## Elenco
| Ator/Atriz        | Papel                      |
| ----------------- | -------------------------- |
| Kenneth Branagh   | Franklin D. Roosevelt      |
| Cynthia Nixon     | Eleanor Roosevelt          |
| Kathy Bates       | Helena Mahoney             |
| Tim Blake Nelson  | Tom Loyless                |
| Jane Alexander    | Sara Delano Roosevelt      |
| David Paymer      | Louis McHenry Howe         |
| Melissa Ponzio    | Lucy Mercer                |
| Marianne Fraulo   | Missy LeHand               |
| Brian F. Durkin   | Elliott Roosevelt          |
| Turner Dixon      | James Roosevelt            |
| Tripp Hennington  | Franklin D. Roosevelt, Jr. |
| Sam Frihart       | John Roosevelt             |
| Carrie Adams      | Anna Roosevelt             |
| Wilbur Fitzgerald | Al Smith                   |
| Felicia Day       | Eloise Hutchinson          |